# Eddie Anthony Ramirez
Eddie Anthony Ramirez (ur. 16 sierpnia w Stanach Zjednoczonych), znany także jako Eddie Anthony – gitarzysta i wokalista zespołu The Score.

## Dyskografia

### wrzesień 2014: EP 2[2]
Niewiele wiadomo o tym wydaniu, ponieważ po podpisaniu kontraktu z Republic Records utwory zostały zdjęte.
| 1. | Better Than One                    | 3:59 |
| 2. | Lost You                           | 3:58 |
| 3. | Fall For Me (ft. Kate Lynne Logan) | 3:52 |
| 4. | In The Dark                        | 4:00 |
| 5. | Real Life                          | 3:41 |
| 6. | Lost You (Wavve Pilot Remix)       | 4:20 |

### 2015: Where Do You Run EP[3]
|    | Nazwa utworu     | Długość utworu |
| -- | ---------------- | -------------- |
| 1. | Oh My Love       | 3:38           |
| 2. | Where Do You Run | 3:23           |
| 3. | Something New    | 3:17           |
| 4. | Livin Right      | 3:30           |

### wrzesień 2016: Unstoppable EP[4]
|    | Nazwa utworu   | Długość utworu |
| -- | -------------- | -------------- |
| 1. | Unstoppable    | 3:12           |
| 2. | Money Run Low  | 3:05           |
| 3. | The Heat       | 3:41           |
| 4. | Where You Are  | 3:46           |
| 5. | Don’t Wanna Be | 2:34           |
| 6. | Going Home     | 3:18           |

### 2017–2018:Myths & Legends[5],Atlas[6], Stripped[7],

#### Myths & Legends EP
|    | Nazwa utworu | Długość utworu |
| -- | ------------ | -------------- |
| 1. | Legend       | 3:09           |
| 2. | Miracle      | 3:25           |
| 3. | Revolution   | 3:52           |
| 4. | Higher       | 3:35           |

#### Atlas
|     | Nazwa utworu     | Długość utworu |
| --- | ---------------- | -------------- |
| 1.  | Never Going Back | 3:18           |
| 2.  | Legend           | 3:09           |
| 3.  | Only One         | 3:48           |
| 4.  | Tightrope        | 3:54           |
| 5.  | Believe          | 3:48           |
| 6.  | Unstoppable      | 3:12           |
| 7.  | Who I Am         | 3:36           |
| 8.  | Revolution       | 3:52           |
| 9.  | Shakedown        | 3:25           |
| 10. | Higher           | 3:35           |
| 11. | Miracle          | 3:26           |
| 12. | Strange          | 3:17           |
| 13. | Money Run Low    | 3:05           |
| 14. | The Heat         | 3:41           |
| 15. | Where You Are    | 3:46           |
| 16. | Don’t Wanna Be   | 2:34           |
| 17. | Going Home       | 3:18           |
| 18. | On and On        | 3:36           |
| 19. | Oh My Love       | 3:38           |
| 20. | Where Do You Run | 3:23           |
| 21. | Something New    | 3:17           |
| 22. | Livin Right      | 3:30           |

#### Stripped EP
|    | Nazwa utworu | Długość utworu |
| -- | ------------ | -------------- |
| 1. | Unstoppable  | 3:18           |
| 2. | Legend       | 3:08           |
| 3. | Miracle      | 3:26           |
| 4. | Revolution   | 3:45           |
| 5. | Higher       | 3:33           |

### 2019: Pressure EP[8], Stay EP[9], Bulletproof

#### luty: Pressure EP
|    | Nazwa utworu          | Długość utworu |
| -- | --------------------- | -------------- |
| 1. | Dreamin ft. blackbear | 3:19           |
| 2. | Stronger              | 3:10           |
| 3. | Under The Pressure    | 3:27           |
| 4. | Born For This         | 3:53           |
| 5. | The Fear              | 3:05           |
| 6. | Glory                 | 2:46           |

#### sierpień: Stay EP
|    | Nazwa utworu      | Długość utworu |
| -- | ----------------- | -------------- |
| 1. | Stay              | 3:01           |
| 2. | Rush              | 2:56           |
| 3. | In My Bones       | 2:49           |
| 4. | Run Like A Rebel  | 2:46           |
| 5. | Hunger            | 2:03           |
| 6. | Can’t Stop Me Now | 1:58           |

#### grudzień: Bulletproof
Bulletproof, singiel wydany 13 grudnia, 2019 roku, razem z Xylø, pojawił się pod koniec filmu 6 Underground, który został wyreżyserowany przez Michaela Baya i pojawił się na platformie Netflix.

### 2020: Best Part, The Champion, All Of Me, Carry On
22 kwietnia The Score ogłosili nową piosenkę, Best Part, która miała zostać wydana 24 kwietnia.
16 czerwca The Score ogłosili debiut nowego utworu, The Champion, wydanego 19 czerwca.
20 lipca, zespół ogłosił nowe wydanie, All Of Me na 24 lipca, z małą niespodzianką (featem) znanego muzyka, Travisa Barkera, a także konkurs – pierwsze pięć osób, które odgadnie gościa specjalnego, wygrywa podpisaną kartkę z tekstem piosenki.
24 lipca zespół ogłosił także nowy album, „Carry On” i ustalił datę wydania na 28 sierpnia.
28 sierpnia – wydanie albumu Carry On.
Tracklista albumu:
|     | Nazwa utworu                | Długość utworu |
| --- | --------------------------- | -------------- |
| 1.  | Can You Hear Me Now         | 2:51           |
| 2.  | All of Me ft. Travis Barker | 2:44           |
| 3.  | Golden                      | 3:08           |
| 4.  | Fire                        | 3:53           |
| 5.  | Running All Night           | 3:25           |
| 6.  | Best Part                   | 3:11           |
| 7.  | Carry On ft. AWOLNATION     | 2:51           |
| 8.  | Stronger                    | 3:20           |
| 9.  | Gallows ft. Jamie N Commons | 2:25           |
| 10. | The Champion                | 2:42           |
| 11. | Breakout                    | 3:22           |
| 12. | Comeback                    | 3:44           |
| 13. | Glory                       | 2:46           |
| 14. | Born for This               | 3:59           |
| 15. | Human                       | 3:18           |